# Keith Murray (cantante)
Keith Murray (10 de mayo de 1977) es vocalista y guitarrista de la banda estadounidense de indie rock, We Are Scientists - banda conformada junto a Chris Cain (bajo).

## Carrera
We Are Scientists alcanzó fama cuando fueron notados por la revista NME (Reino Unido) y se les fue pedido que se unan a Mystery Jets, Maxïmo Park, y Arctic Monkeys en la gira de los NME Award Tour 2006. 
Durante la gira de NME Tour, el grupo desarrolló una relación laboral con los Arctic Monkeys, y se fueron de gira ese mismo año. 
Keith Murray también fue nominado al "Vegetariano Más Sexy del Mundo 2007". Actualmente se encuentra en la categoría de "Hombre Más Sexy" de los NME Awards 2008.
Keith siempre es visto tocando una Fender Telecaster blanca.

## Educación
Keith asistió al Cooper City High School (clase de 1995) en Florida Estados Unidos y se graduó del Pomona College en 1999 de la carrera de grado de Literatura Inglesa (o de "leer", como Chris Cain graciosamente lo llama).
- Datos: Q3194755
- Multimedia: Keith Murray / Q3194755